# بلوط زنده کالیفرنیا
بلوط زنده کالیفرنیا (نام علمی: Quercus agrifolia) نام یک گونه از سرده بلوط است.